# دیتر فاف
دیتر فاف (آلمانی: Dieter Pfaff; ۲ اکتبر ۱۹۴۷ – ۵ مارس ۲۰۱۳) هنرپیشه اهل آلمان بود. وی برنده جوایزی همچون جایزه گریمه شده‌است.